# Grónské národní muzeum a archiv
Grónské národní muzeum a archiv (grónsky: Nunatta Katersugaasivia Allagaateqarfialu, zkratka NKA) je grónská instituce, která provozuje muzeum a centrální archiv pro shromažďování a zpřístupňování historických dokumentů. Sídlí v Nuuku, hlavním městě Grónska.

## Historie

### Založení
Myšlenka zřídit v Grónsku muzeum se poprvé objevila již v roce 1913, kdy inspektor Ole Bendixen projednával tento návrh s jihogrónskou zemskou radou, aby zabránil rabování archeologických nalezišť. Z finančních důvodů nebyly plány prozatím konkretizovány, ale v roce 1921 začalo Dánské národní muzeum shromažďovat a evidovat grónské kulturní dědictví. Kromě toho byla již řada předmětů uložena ve veřejných i soukromých budovách v Nuuku, zatímco jiné byly prodány mimo zemi. Teprve po dekolonizaci Grónska v 50. letech 20. století se znovu začalo uvažovat o založení grónského muzea, pro které se vyslovil zejména Otto Rosing, a v roce 1955 byla proto založena pracovní skupina, kterou tvořili mimo jiné úředník a bývalý guvernér Carl Frederik Bistrup Simony, laborant Jens Kreutzmann, rybář Hans Holm, vedoucí rybolovu Peter Egede a učitel Nikolaj Rosing. Tato skupina měla aktivně pracovat na založení muzea.
Krátce poté byla v kozím chlívku misijní budovy Moravských bratří v Noorliitu otevřena výstavní síň. V roce 1962 předložilo Dánské národní muzeum zemské radě plán na zřízení muzejní budovy, který byl zamítnut kvůli vysokým nákladům ve výši jednoho milionu korun. Diskutovalo se také o zřízení muzea v samotné misijní budově, o přestavbě budov v koloniálním přístavu a o financování prostřednictvím darů od obyvatelstva, přičemž v novinách byla zveřejněna výzva, aby každý obyvatel věnoval 25 až 50 Øre. V září 1963 se zemská rada kvůli tlaku nakonec rozhodla plány konkretizovat. Dne 1. října 1964 byla ustavena správní rada nového muzea. Poté byly zahájeny práce na stěhování exponátů z kozího chlívku do sousední hlavní budovy.

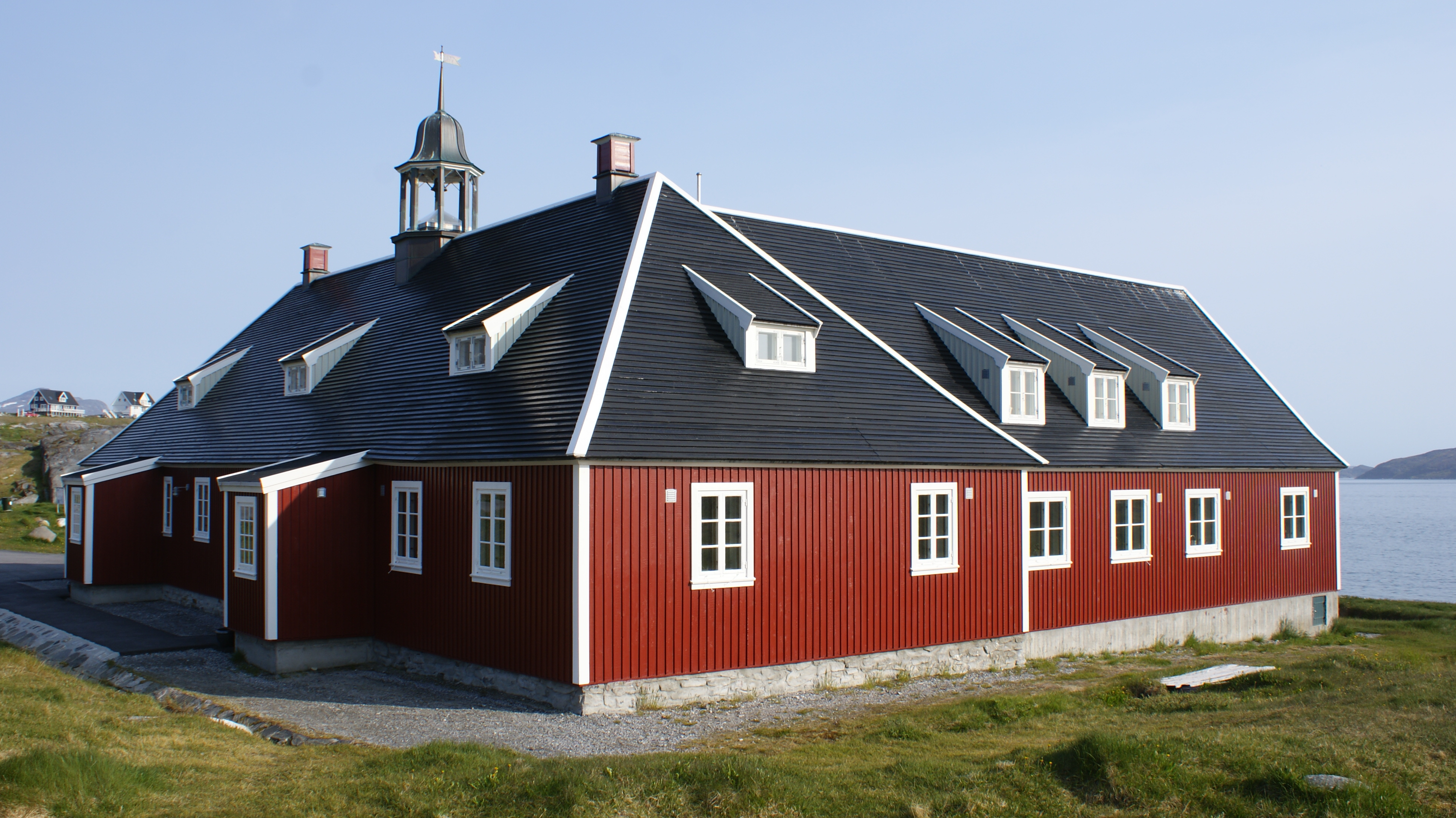
Budova Moravských bratří, původní sídlo muzea

### Muzeum v budově Moravských bratří
Dne 23. srpna 1966 bylo muzeum oficiálně otevřeno jako Grónské národní muzeum. Část muzea byla neoficiálně otevřena již počátkem léta při příležitosti návštěvy dánského státního ministra Jense Otto Kraga. V prvních letech bylo muzeum ještě poměrně neorganizované. Vzhledem k tomu, že velkou část sbírek darovalo obyvatelstvo, lidé pořádně nevěděli, o co jde, chyběly rejstříky a muzeum bylo kritizováno za to, že například z neznalosti sestavuje oděvy z jednotlivých kusů z různých období a regionů, čímž poskytuje chybný celkový obraz. Sbírka se rychle rozrůstala, částečně díky podpoře sdružení Grønlandsk Folkekunst, které nechávalo vyrábět a prodávat grónské řemeslné výrobky, pořádalo loterie a prodávalo pohlednice, čímž získávalo peníze, které muzeum mohlo použít na získávání nových předmětů. Kvůli klesajícím příjmům byl spolek v roce 1981 rozpuštěn a všechny úkoly přešly na muzeum.
Teprve v roce 1971 získalo muzeum oficiální status zemského muzea, zatímco předtím bylo klasifikováno pouze jako muzeum provinční. To znamenalo, že muzeum mohlo být napříště dotováno dánským státem, což výrazně zlepšilo jeho finanční situaci. Dne 1. října 1976 byl přijat zákon o Grónském muzeu a muzeum oficiálně získalo status národního muzea. V souvislosti s tím byl přijat závazek zřídit místní muzea, která by byla podřízena národnímu muzeu. Muzejní zákon byl rovněž doprovázen zřízením muzejní rady. Kromě toho byl poprvé přijat zaměstnanec na plný úvazek, když byl ředitelem muzea jmenován Jens Rosing. V 70. letech 20. století se v důsledku politického a společenského vývoje v návaznosti na blížící se zavedení grónské samosprávy zvýšilo národní povědomí o identitu vytvářejících kvalitách grónského kulturního dědictví.

### V koloniálním přístavu

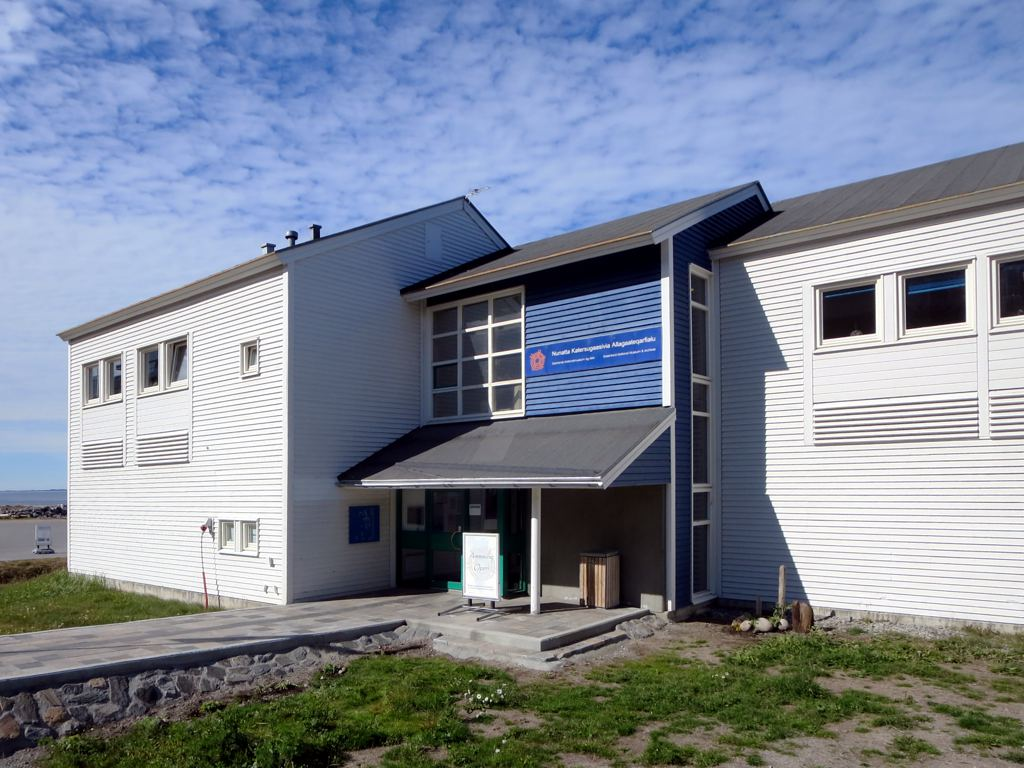
Nová budova vedle historických budov

V roce 1976 začala veřejná diskuse o tom, zda by se grónské kulturní dědictví mělo vrátit z Dánska do Grónska. Národní muzeum bylo tomuto záměru nakloněno, zatímco Arktický institut v Kodani se obával, že uvolnění velké části sbírek by vedlo k jeho uzavření. I Grónské národní muzeum mělo výhrady, protože mu chyběl jak kvalifikovaný muzejní personál, tak prostory pro umístění tak velkého množství předmětů. Zároveň v budově muzea řádili moli, kteří vážně poškodili sbírku oděvů a sbírku fotografií. Do budovy také zatékalo, byla příliš malá a nevyhovující z hlediska klimatu a požární ochrany. Proto bylo rozhodnuto muzeum přemístit a přestavět budovy koloniálního přístavu. Stavební práce byly zahájeny v roce 1977 a měly probíhat ve třech etapách. V roce 1978 byla první etapa dokončena a muzeum mohlo být na novém místě otevřeno dne 27. srpna 1978 u příležitosti 250. výročí založení města. V souvislosti s tím byl v muzeu zaměstnán muzejník v osobě Clause Andreasena, který nahradil Jense Rosinga ve funkci ředitele muzea a zůstal v ní až do roku 1990. Teprve v roce 1980 byla dokončena poslední etapa výstavby muzea.
Na novém místě byly také poprvé vystaveny mumie z Qilakitsoqu, které byly nalezeny v roce 1972, ale až do roku 1978 nebyly vyzvednuty a prozkoumány. V souvislosti s tím se vedly diskuse o tom, zda mumie vůbec mohou být vystaveny, nebo zda je to z etických důvodů nepřípustné. Nakonec bylo rozhodnuto kladně, zejména s ohledem na to, že představují (dodnes) nejvýznamnější předmět v muzeu.
V roce 1980 se poprvé konala muzejní konference. Její pozadí spočívalo v tom, že muzeum navázalo spolupráci se Spojenými státy, aniž by o tom informovalo dánské úřady, přestože grónský muzejní systém byl v té době ještě v dánské kompetenci. Výsledkem muzejní konference bylo rozšíření spolupráce a další profesionalizace muzejního systému v Grónsku. V roce 1980 získalo muzeum další zdroj příjmů, neboť Ole Winstedt, který do Grónska zavedl televizi, odkázal v závěti svůj majetek nadaci, která měla muzeum finančně podporovat. V roce 1980 se muzeum stalo jedním z největších muzeí v Grónsku.

### Grónská samospráva a založení archivu
Dne 1. ledna 1981 byla odpovědnost za tuto oblast převedena na Grónsko v rámci samosprávy. Za tímto účelem přijal Grónský parlament vlastní muzejní zákon a také vlastní zákon o ochraně památek. Národní muzeum tak přešlo pod grónské ministerstvo kultury a byla zrušena jeho dozorčí rada. V roce 1982 také vystoupilo z Dánské asociace kulturně-historických muzeí. V roce 1982 byla část sbírek Dánského národního muzea poprvé převedena zpět do Grónska. Jednalo se o umělecká díla Arona von Kangeqa a Jense Kreutzmanna. Pro organizaci další repatriace byl krátce poté do čela sekretariátu Národního muzea v Grónsku přijat Helge Schultz-Lorentzen. Tuto funkci zastával až do roku 1997, než ji převzal Einar Lund Jensen. O něco později byla zřízena také komise pro spolupráci. Byla vytvořena skupina, jež měla zjistit, které sbírky by měly být do Grónska převedeny. Dánsko i Grónsko měly mít reprezentativní sbírky, které by byly vhodné pro muzejní transfer. Sbírky, které patří k sobě, se pokud možno neměly rozdělovat.
Kromě toho by měly být zohledněny jak grónské zájmy na získávání kulturně zvláště významných sbírek, tak dánské muzejně-historické zájmy. Do roku 2001 bylo do Grónska vráceno přibližně 35 000 předmětů, zatímco v Dánsku jich zůstalo přibližně 100 000. Protože byl tedy úkol považován za splněný, byl sekretariát rozpuštěn. Repatriace byla považována za natolik úspěšnou a příkladnou, že muzeum uspořádalo ve dnech 12. až 15. února 2007 v hotelu Hans Egede v Nuuku mezinárodní konferenci s názvem Konference o repatriaci kulturního dědictví.
Zemský archiv byl založen 1. listopadu 1982. Původně sídlil na místě dnešní Státní knihovny (B-1728). Dne 1. ledna 1991 byly obě instituce sloučeny pod současným názvem a následujícího roku se po rekonstrukci Státní archiv stěhoval spolu s muzeem. Ve stejné době nahradil Clause Andreasena ve funkci ředitele muzea (a nyní i archivu) Emil Rosing. V pozadí tohoto kroku bylo především zvýšení efektivity díky větší spolupráci a také lepší využití prostor, protože obě instituce měly sbírky s podobnými materiály. Přestěhování archivu však způsobilo, že v muzejních budovách bylo ještě méně místa, takže mimo jiné bylo nutné pronajmout skladovací halu pro muzejní časopis a vzdát se jedné z výstavních místností, aby mohla být využívána jako časopis. To byl jeden z důvodů výstavby kampusu Grónské univerzity, kam se archiv v akademickém roce 2007/08 přestěhoval, přičemž zůstal administrativně spojen s muzeem.
Od roku 1981 udržuje Národní muzeum úzkou spolupráci s různými dalšími institucemi. Vzhledem k nedostatku konzervačních možností je část skutečně repatriovaných sbírek uchovávána například v Dánsku, dokud nebudou v Grónsku k dispozici vhodné technicky vybavené prostory. Kromě toho jsou realizovány společné výzkumné projekty. Po desetiletích jednání a sporů byla v roce 2014 velká část archivních sbírek Arktického institutu převedena do NKA. Od roku 2012 byly zpět do NKA převedeny také archiválie z Rigsarkivetu. Mezi nejvýznamnější partnery pro spolupráci v Dánsku patří Dánské národní muzeum, Statens Naturhistoriske Museum, Knud Rasmussens Hus v Hundestedu, dnes již zrušená Komise pro vědecké výzkumy v Grónsku a Dansk Polarcenter, které bylo rovněž zrušeno.
NKA také úzce spolupracuje s různými skandinávskými kulturními institucemi a získala z těchto zemí také sbírky týkající se Grónska. Kromě toho dochází k pravidelné výměně názorů a poznatků prostřednictvím různých severských konferencí a fór. od roku 1984 je Národní muzeum prostřednictvím Dánska aktivně zastoupeno v Mezinárodní radě muzeí. V roce 2015 se v Grónsku konala konference skandinávské subdivize. Mezi další blízké partnery mimo severský region patří Prince of Wales Arctic Heritage Centre v Yellowknife, Rijksmuseum voor Volkenkunde v Leidenu, Museon v Haagu, Institut de Cultura de Barcelona v Barceloně a Národní etnologické muzeum v Ósace.

## Úloha Národního muzea
NKA zastřešuje všechna muzea v Grónsku, zejména četná místní muzea ve většině měst v zemi.
Národní muzeum je od roku 2006 členem Grónské muzejní asociace NUKAKA (Nunatsinni Katersugaasiviit Kattuffiat, česky Asociace muzeí v Grónsku). Dříve se pod názvem Nunatsinni Katersugaasiveeqqat Kattuffiat (Asociace místních muzeí v Grónsku) jednalo pouze o sdružení malých grónských muzeí, které bylo založeno v roce 1993, aby mohlo společně řešit konflikty s Národním muzeem.
Ty spočívají v tom, že úkolem muzea je uchovávat, vystavovat a zprostředkovávat artefakty národního významu. V této souvislosti často vzniká problém, že o nejvýznamnější muzejní předměty mají zájem i místní muzea, pokud pocházejí z příslušné spádové oblasti. To se týká například mumií z Qilakitsoqu nebo jednoho z posledních aktivně využívaných a původně dochovaných Umiaqů. Zejména z konzervačních důvodů bylo obvykle rozhodnuto o jejich uložení v Národním muzeu. Vzhledem k rozloze země a dopravním obtížím je návštěva Národního muzea pro mnoho Gróňanů nákladná nebo nemožná; naopak místní muzea jsou pro většinu turistů nedostupná.

## Archiv
Archiv obsahuje rozsáhlou sbírku grónských archiválií, například:
- Církevní archiv zahrnuje mimo jiné církevní záznamy, misijní archiv, školní archiv, kázání, dopisy, deníky.
- Archivy inspektorátu zahrnují mj. demografické a hospodářské národní statistiky a zápisy z politických schůzí.
- Archivy koloniálních správců zahrnují podobné statistiky na úrovni koloniálních okresů a dopisy.
- Komunální archivy zahrnují dopisy, školní archivy a protokoly na úrovni komunálních úřadů.
- Archivy semináře zahrnují mimo jiné dopisy, kázání a informace o studentech Grónského semináře.
- Archivy ředitelství země k roku 1979
- Soukromé archivy jednotlivců a organizací
- Archiv výkresů s plány budov z architektonické kanceláře Grønlands Tekniske Organisation (GTO).
- Církevní záznamy, rozsáhlá sbírka fotografií a kniha hostů Umanaku jsou některé z archivních záznamů, které jsou přístupné online.

Velká část archivu inspektorátu Jižního Grónska byla ztracena v roce 1959, kdy se potopila loď Hans Hedtoft. Jednalo se o celkem 3250 kg dokumentů ve 13 krabicích, včetně jihogrónských církevních záznamů z doby před rokem 1828, které měly být kvůli napadení plísněmi restaurovány v Dánsku a původně měly být odeslány již v roce 1958, ale pak se našlo místo až na lodi Hans Hedtoft. Tím byla ztracena významná část grónské historie.

## Výstavy

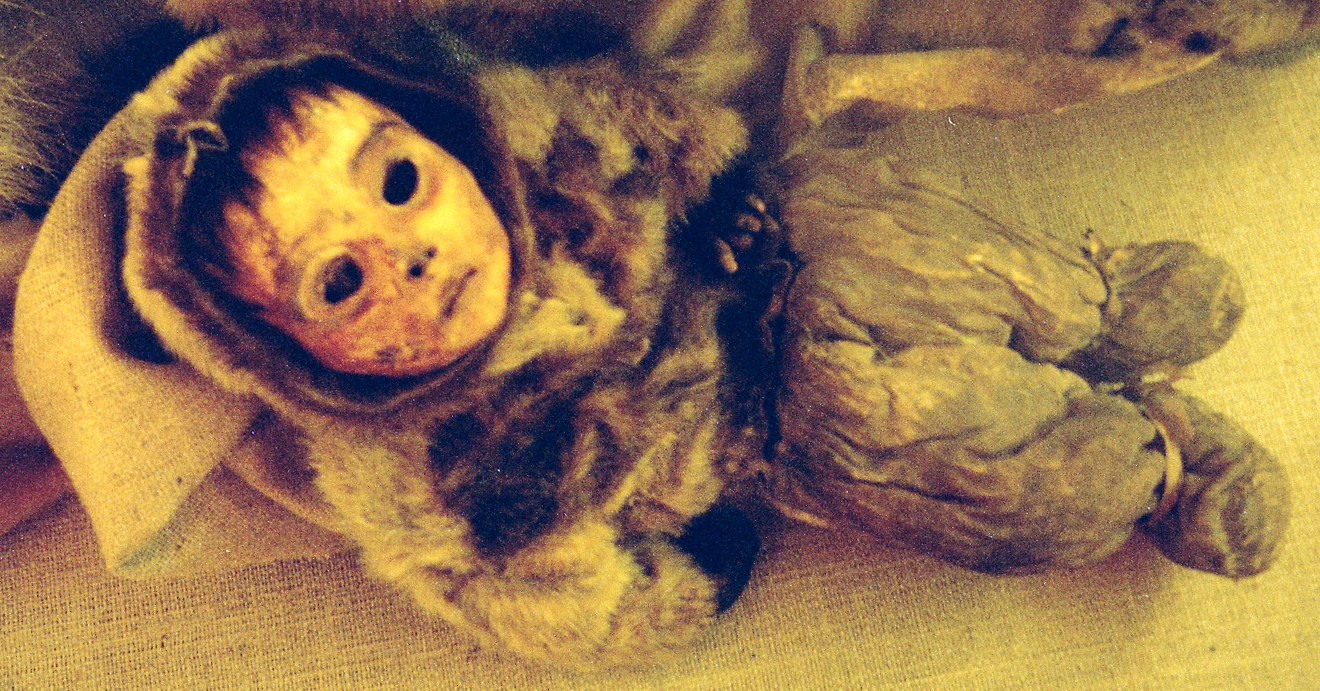
Mumie z Qilakitsoqu, jeden z nejznámějších exponátů muzea

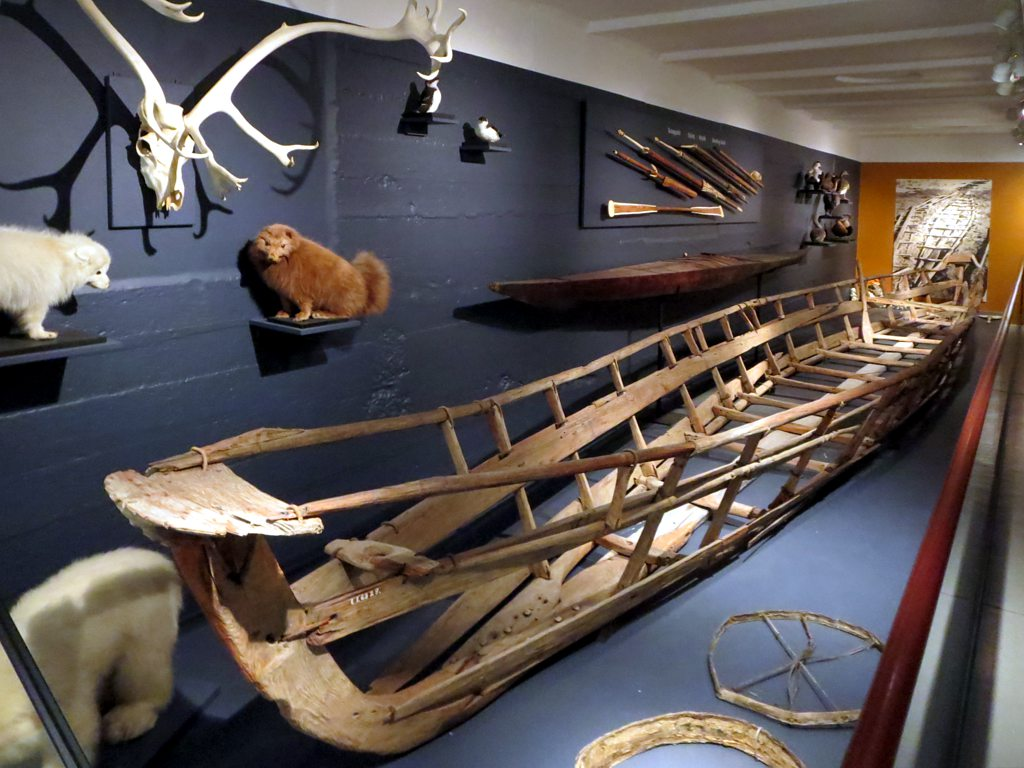
Loď typu Umiak v Národním muzeu

Prozatímní muzeum v kozím chlívku ještě nemělo uspořádanou expozici. Předměty byly uspořádány nahodile a bez vědeckého základu, což bylo podle Carla Frederika Bistrupa Simonyho způsobeno nedostatkem odborných znalostí. Také v budově misie nebylo tematické uspořádání zatím možné, mimo jiné z prostorových důvodů. Teprve po přestěhování v roce 1978 bylo možné uspořádat řádný výstavní systém. Bylo zřízeno několik stálých expozic, putovní výstavy, zvláštní výstavy, výstavy pro hosty a výstavy repatriovaných sbírek. Za prvních 50 let existence muzea tak bylo uspořádáno celkem asi 200 výstav. Po dokončení repatriace v roce 2001 byla koncepce muzea v letech 2005/06 pod vedením nového ředitele Daniela Thorleifsena revidována. Pětačtyřicetiletá historie Grónska měla být zahrnuta do několika samostatných expozic. Pro tento účel byla najata architektka a umělkyně Naja Rosing-Asvid. V souvislosti s rostoucím turistickým ruchem byly napříště všechny výstavy označeny v grónštině a angličtině, nikoli však v dánštině. V letech 2008 až 2013 byla expozice kompletně přepracována podle vypracovaných plánů.
Od té doby se v muzeu konaly tyto výstavy:
- De første mennesker (První lidé) se zabývá ranou historií Grónska, která začala přistěhováním prvních inuitských kultur před 4500 lety. Informace o technologiích, hospodářství a společenské struktuře prvních Gróňanů jsou poskytovány až do roku 1250 n. l..
- Arktiske bønder – Nordboerne i Grønland (Arktičtí zemědělci) pojednává o době Seveřanů, kteří přišli z Islandu v 11. až 15. století. Výstava se mimo jiné zabývá každodenním životem zemědělců, jejich vírou a objevitelskými plavbami.
- Výstava Nye mennesker – Thulekulturen („Noví lidé – kultura Thule“) se zabývá raným obdobím dnešní inuitské kultury v Grónsku, které začalo přistěhovalectvím kolem roku 1200. Etnografická sbírka popisuje především každodenní život lidí. V této expozici se nachází nejvýznamnější nález muzea, mumie z Qilakitsoqu.
- Inuits transportmidler („Dopravní prostředky Inuitů“) je výstava věnovaná tradičním dopravním prostředkům Gróňanů: kajakům, umiakům a psím spřežením.
- Livstil og klasseskel („Životní styl a třídní rozdíly“) se zabývá grónským koloniálním obdobím od roku 1721 a zaměřuje se na rozdíly mezi životem Gróňanů a evropských kolonizátorů. Součástí výstavy je také tradiční grónský oděv.
- Výstava Kommunikation skaber folk („Komunikace vytváří lidi“) se zabývá vývojem grónské identity od kolonizovaného loveckého lidu po dnešní Grónsko usilující o nezávislost. Zvláštní pozornost je věnována vývoji grónského církevního a školského systému, politice, dopravě a telekomunikacím a také rostoucímu geopolitickému významu Grónska od druhé světové války.
- Bødkerværkstedet („Bednářská dílna“) ukazuje, jak bednář vyráběl sudy.
- Trankogeriet („Kuchařství lektvarů“) vysvětluje, jak se dříve vyráběl lektvar z tuku.

Kromě toho se v muzeu během několika měsíců střídají speciální výstavy.

## Budovy
Národní muzeum a archiv se skládá z několika budov. Hlavní část tvoří první tři vzájemně propojené budovy. V bezprostřední blízkosti se nacházejí další menší budovy NKA.
- B-66: Budova byla postavena ve 30. letech 20. století. Později se dočkala moderní přístavby. V budově B-66 se nachází expozice, muzejní časopis a muzejní knihovna.
- B-1859: Budova pochází z roku 1928. V letech 1991/92 se stala první budovou Národního archivu, ale od roku 2007 je v ní opět muzejní expozice.
- B-1860: Budova byla postavena v roce 1924. Dnes se v ní nacházejí dvě muzejní expozice.
- B-36: V této budově se nachází muzejní dílna. Byla postavena v roce 1851 na základech starých církevních budov.
- B-43: Budova pochází z roku 1841 a dnes slouží jako byt pro hosty muzea.
- B-70: V budově postavené v roce 1846 se nyní nachází muzejní obchod.
- B-74: Budova byla postavena na konci 20. století. Dlouhou dobu sloužila jako bednárna, a proto je v ní nyní umístěna muzejní bednářská expozice.
- B-81: Tato budova byla postavena v roce 1927. Dnes slouží jako muzejní sklad.

Všechny budovy muzea jsou památkově chráněny.

## Ředitelé
- 1966–1976: Jens Kreutzmann
- 1976–1978: Jens Rosing
- 1978–1990: Claus Andreasen
- 1991–2004: Emil Rosing
- od 2005: Daniel Thorleifsen